# Andries Benedetti

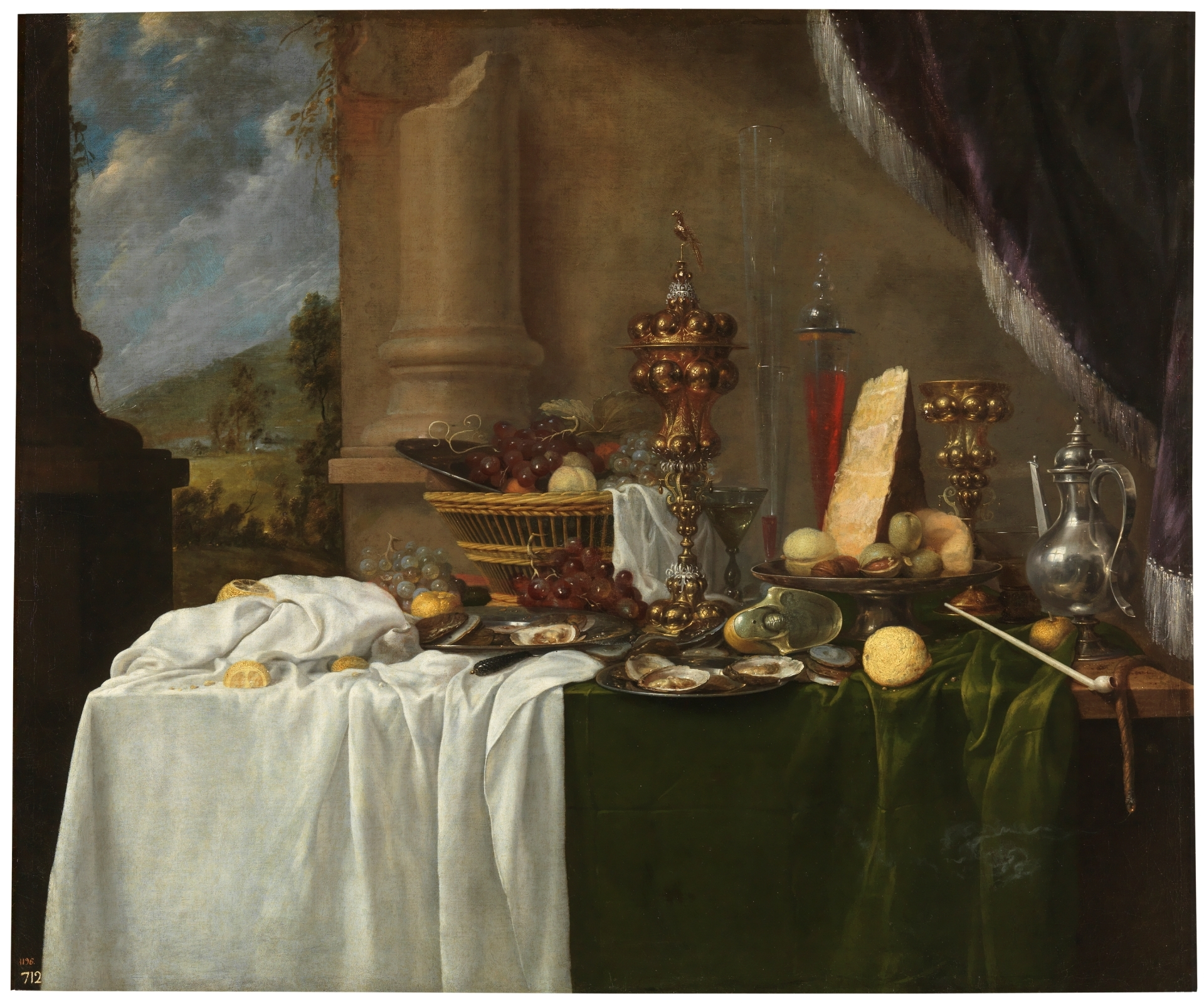
Mesa amb postres o natura morta amb unes estovalles caigudes, oli sobre llenç, 121 x 145 cm, Madrid, Museu del Prado

Andries Benedetti   (Anvers, 1615 ↔ 1618 - 1649 ↔ 1660) va ser un pintor barroc flamenc especialitzat en natures mortes. Són molt poques les dades biogràfiques amb els quals s'explica. Algunes fonts indiquen que podria haver nascut a Parma cap a 1615 o 1618. En qualsevol cas, el 1636 es documenta la seva presència a Anvers com a deixeble de Vincent Cernevael i, dos anys després, de Jan Davidsz de Heem, a qui van ser atribuïts en el passat els quadres de Benedetti, entre ells els tres conservats en el Museu del Prado, fins que van aparèixer algunes natures mortes signades amb l'anagrama "A b fe", amb els quals es va fer possible delimitar els estils del mestre i del deixeble. En 1640 va ser admès com a mestre en el gremi de pintors d'Anvers, on encara romania inscrit en 1649, com a mestre de Jan Baptist Lust. A partir d'aquesta data es perden les notícies segures.